# Kamen Rider Geats
Kamen Rider Geats (仮面ライダーギーツ, Kamen Raidā Gītsu)  est une série télévisée japonaise de type tokusatsu en cours.
Elle est la trente-et-troisième série de la franchise Kamen Rider et la quatrième de l'ère Reiwa.
La série a été diffusée entre le 4 septembre 2022 et le 27 août 2023.

## Synopsis
Le Desire Grand Prix (DGP) est un jeu de survie visant à protéger la paix de la ville de la menace du mystérieux ennemi "Jyamato", dont l'origine et le but sont inconnus. Chaque participant se transforme en Kamen Rider et rivalise pour gagner le jeu en battant des ennemis et en sauvant des gens. Le Kamen Rider victorieux du DGP se verra accorder "le droit de réaliser son monde idéal". En d'autres termes, il peut créer un monde parfait selon ses désirs.
Le protagoniste de l'histoire est Ace Ukiyo, Kamen Rider Geats,, un Kamen Rider kitsune, ayant remporté plusieurs fois de suite le DGP.
Parmi les participants, se trouvent également Keiwa Sakurai, un jeune étudiant diplômé à la recherche d'un emploi qui concourt sous le nom de Kamen Rider Tycoon, un Kamen Rider tanuki; Neon Kurama, une jeune influenceuse qui concourt sous le nom de Kamen Rider Na-Go, un Kamen Rider chat; et Michinaga Azuma, un ouvrier du bâtiment qui concourt sous le nom de Kamen Rider Buffa, un Kamen Rider buffle.  Lorsque les participants combattent les Jyamato pour protéger le monde et voir leur souhait exaucé, la vérité derrière les Jyamato et le DGP se révèle.

## Personnages

### Personnages principaux

#### Ace Ukiyo
Ace Ukiyo est un jeune homme mystérieux qui participe au Desire Grand Prix en tant que Kamen Rider Geats. Il a remporté plusieurs fois le DGP. 
Ses intentions seront révélées au fur et à mesure que l’histoire progressera. 
Ace Ukiyo est interprété par Hideyoshi Kan.

#### Tsumuri
Tsumuri est la navigatrice du jeu. Elle explique les règles aux participants.
Tsumuri est interprétée par Kokoro Aoshima.

#### Keiwa Sakurai
Keiwa Sakurai est un étudiant qui cherche du travail et qui fait parfois du volontariat sur son temps libre. Keiwa a bon coeur et désire vraiment créer un monde meilleur en participant au Desire Grand Prix. 
Keiwa participe au DGP en tant que Kamen Rider Tycoon.
Keiwa Sakurai est interprété par Ryuga Sato.

#### Neon Kurama
Neon Kurama est une influenceuse populaire issue d'une famille aisée. Malgré son statut social et sa célébrité, elle rêve de tout abandonner pour devenir une simple jeune femme et trouver le «véritable amour».
Neon participe au DGP en tant que Kamen Rider Na-Go.
Neon Kurama est interprétée par Yuna Hoshino.

#### Michinaga Azuma
Michinaga Azuma est un jeune ouvrier solitaire et impulsif. 
Depuis sa rencontre avec Ace, Michinaga a un fort sentiment de rivalité envers lui et n’hésite pas à lui faire savoir.
Michinaga participe au DGP en tant que Kamen Rider Buffa.
Michinaga Azuma est interprété par Kazuto Mokudai.

### Personnages secondaires

#### Girori
Girori est le mystérieux concierge du Temple des Désirs, la base des joueurs qui participent au Desire Grand Prix.
Girori est interprété par Shugo Oshinari.

#### Win Hareruya
Win Hareruya est un punk rockeur qui assure secrètement les fonctions de membre du personnel du Desire Grand Prix en tant que Kamen Rider Punkjack.
Lors de l'arc de la conspiration, il participe au DGP.
WIn Hareruya est interprété par Tsubasa Sakiyama.

#### Kousei Kurama
Kousei Kurama est le PDG du Kurama Zaibatsu, un conglomérat influent ayant des liens avec le DGP. 
Kousei est aussi le père de Neon Kurama.
Kousei Kurama est interprété par Shinji Kasahara.

## Arcs
A l'exception de Daybreak, qui est à la fois le prologue et l'épilogue, tous les arcs couvrent une saison différente du DGP :
- Daybreak-Prologue (épisode 1) :

Introduction à l'histoire. Au cours de ce prologue, les personnages principaux sont présentés et les Jyamato envahissent la ville. Geats sauve Keiwa et Neon des Jyamato, remporte une nouvelle fois le DGP et voit son vœu de devenir une célébrité exaucé.
- Arc de la rencontre (邂逅編, Kaikō-hen?) (épisodes 2 à 9):

Keiwa et Neon rejoignent le DGP en tant que Kamen Riders tandis qu'Ace et Michinaga reviennent de la saison précédente. Keiwa participe pour souhaiter la paix dans le monde tandis que Neon participe en souhaitant trouver le véritable amour et Michinaga veut obtenir le pouvoir de détruire les Kamen Riders. Ace gagne à nouveau, en souhaitant cette fois « d'avoir Girori et Tsumuri (deux membres du personnel du DGP) dans sa famille ».
- Arc de la conspiration (謀略編, Bōryaku-hen?) (épisodes 10 à 16) :

Craignant qu'Ace puisse être un obstacle pour l'organisation et ayant assez des vœux de Geats (qu'ils considèrent inutiles), Girori, se révélant comme le maître du jeu du DGP, intègre Win Hareruya, un membre du personnel du DGP et rockeur punk capable de se transformer en Kamen Rider Punkjack, un Kamen Rider ours/ citrouille lanterne dans le jeu pour qu'il fasse cesser la série de victoire de Geats. Au cours du jeu, certains Jyamato acquièrent la capacité de se transformer en Jyamato Riders. Ace révèle son véritable objectif derrière tous ses vœux (qui paraissent futiles) : retrouver sa mère Mitsume. Keiwa change d'objectif, souhaitant ramener à la vie toutes les personnes mortes à cause du DGP et des Jyamato.
- Arc de la divergence (乖離, Kairi-hen?) (épisodes 17 à 24) :

Après que la précédente saison du DGP se soit terminée sans le moindre vainqueur, Tsumuri révèle à Ace, Keiwa et Neon que le DGP s'est révélé être un jeu de téléréalité interdimensionnel. Il y a un nouveau maître du jeu, Chirami, qui remplace Girori. Pour commencer la nouvelle saison du DGP, deux anciens Kamen Riders ont intégré au jeu : Sae Ganaha, une athlète qui peut se transformer en Kamen Rider Lopo (une Kamen Rider louve) et Daichi Isuzu, un jeune érudit qui peut se transformer en Kamen Rider Nadge-Sparrow (un Kamen Rider moineau). Alors que Daichi souhaite acquérir toutes les connaissances de la Terre, Sae souhaite maintenir son physique et sa force même quand elle ne sera plus jeune pour aider sa famille. Ace, Keiwa et Neon font la connaissance de leurs supporters (Ziin, Kekera et Zyuun) tandis que Michinaga, ayant été tué et éliminé lors de la précédente saison du DGP, est devenu un hybride Jyamato-humain.
- Arc des lamentations (慟哭編, Dōkoku-hen?) (épisodes 25 à 32) :

En cherchant un accès complet à la déesse de la Création, Beroba, la supportrice de Michinaga, crée un nouveau jeu remplaçant le DGP : le Jyamato Grand Prix (JGP). Dans le JGP, les rôles sont inversés : les Jyamato sont les participants et les Kamen Riders sont les ennemis; les Jyamato combattent les Kamen Riders dans l'objectif de créer leur monde idéal en tant que Jyamashin. De par le fait qu'il est à moitié Jyamato, Michinaga participe au JGP dans l'objectif d'obtenir le pouvoir de détruire tous les Kamen Riders. Ace révèle s'être réincarné continuellement et avoir participé au DGP depuis l'an 1 après Jésus-Christ, tandis que Neon apprend que son père l'a créée pour remplacer sa fille décédée Akari. Ace, Michinaga et Keiwa découvrent que la déesse de la création est Mitsume, qui est forcée par la direction du DGP à réaliser les vœux. Michinaga remporte le JGP en tant que Jyamashin et obtient le pouvoir de détruire les Kamen Riders.
- Arc du désir (慕情編, Bojō-hen?) (épisodes 33 à 38) :

Michinaga retrouve son humanité et utilise ses pouvoirs de Jyamashin pour traquer et vaincre les Kamen Riders, y compris ceux du personnel du DGP.  Grâce à son vœu, Michinaga dans la forme Jyamashin de Buffa ne peut être vaincu par aucun Kamen Rider. Tsumuri manifeste mystérieusement un pouvoir similaire à Mitsume pour faire revivre Ace. Toutefois, après tout ce que la direction du DGP a fait à sa mère, Ace refuse d'aider le DGP et se retourne contre la direction, tandis que Michinaga se débarrasse de Chirami. Suel, le fondateur et producteur exécutif du DGP,  leur propose de participer à un nouveau jeu : le Desire Royale (DR), un jeu d'élimination où les Kamen Riders s'affrontent jusqu'à qu'il n'y ait qu'un seul vainqueur. Le vainqueur du DR aura le privilège de choisir de créer un monde où le DGP existera encore ou cessera. Alors qu'Ace et Michinaga s'associent pour combattre la direction du DGP et veulent un monde où le DGP cesse, Keiwa et Neon voulant toujours réaliser leurs souhaits veulent un monde où le DGP existe encore. Daichi participe également en ayant l'objectif de se venger de Keiwa.
- Arc de la Création (創世編, Sōsei-hen?) (épisodes 39 à 48) :

Après avoir obtenu sa forme finale (Geats IX) et vaincu Suel, Ace a créé un nouveau monde en utilisant ses pouvoirs de Création. Toutefois, même si s'agit du monde qu'il a créé, Ace apprend que les Jyamato ont survécu en évoluant en petits parasites et en possédant des hôtes humains.  Ace relance un DGP mais différent des précédents: cette fois-ci, les personnes qui veulent y participer ne seront pas récompensées par la réalisation d'un de leurs désirs mais doivent contribuer à aider Ace à créer un monde où tout le monde puisse être heureux; ce n'est donc plus un jeu compétitif mais un jeu où les joueurs doivent s'entraider. Pour combattre les Jyamato mais aussi combattre le nouveau maître du jeu envoyé par Suel, Zitt, Ace forme une équipe avec Win, Michinaga et Keiwa pour protéger son monde et Tsumuri. Il s'avère que Daichi est derrière l'invasion des Jyamato parasites, il est devenu le Jyamato Trilobite en devenant un hybride humain-Jyamato avec l'aide de Kekera et de Beroba, et il utilise les Jyamato pour assouvir ses objectifs : devenir le nouveau Jyamashin, se venger de Keiwa et réaliser son souhait d'obtenir toutes les connaissances de la Terre. Zitt s'allie avec Kekera et Beroba, pour capturer Tsumuri, qui a également les pouvoirs de Création.
- Daybreak-Epilogue (épisode 49) :

Tsumuri est possédée par son homologue maléfique, Tsumuri noire pour qu'elle tue Ace sur ordre de Suel. Par ses pouvoirs de Kamen Rider Regad Omega, Suel bat facilement Tycoon et Na-Go et efface avec ses pouvoirs temporels la forme Jyamashin de Buffa pour le vaincre.  Geats utilise les pouvoirs de Geats IX pour revivre en tant que divinité. En devenant une déité, Ace est totalement immunisé aux pouvoirs spatio-temporels de Regad Omega et aide Keiwa, Neon et Michinaga à vaincre Suel pour de bon tout en effaçant le personnel du DGP et les maîtres du jeu.  Alors qu'Ace assume pleinement son rôle de déité, les autres personnages (Keiwa, Neon, Michinaga, Win, Daichi et Sara) poursuivent leur vie et tentent de réaliser leurs rêves, sans DGP.

## Distribution
- Hideyoshi Kan (簡 秀吉, Kan Hideyoshi?) :Ace Ukiyo (浮世 英寿, Ukiyo Ēsu?)[5]
- Ryuga Sato (佐藤 瑠雅, Satō Ryūga?): Keiwa Sakurai (桜井 景和, Sakurai Keiwa?)[5]
- Yuna Hoshino (星乃 夢奈, Hoshino Yuna?): Neon Kurama (鞍馬 祢音, Kurama Neon?)[5]
- Kazuto Mokudai (杢代 和人, Mokudai Kazuto?): Michinaga Azuma (吾妻 道長, Azuma Michinaga?)[5]
- Kokoro Aoshima (青島 心, Aoshima Kokoro?): Tsumuri (ツムリ?)[5]
- Nene Shida (志田 音々, Shida Nene?): Sara Sakurai (桜井 沙羅, Sakurai Sara?)[6]
- Tsubasa Sakiyama (崎山 つばさ, Sakiyama Tsubasa?) : Win Hareruya (晴家 ウィン, Hareruya Win?)[7]
- Dai Goto (後藤 大, Gotō Dai?) : Daichi Isuzu (五十鈴 大智, Isuzu Daichi?)
- Michael Kinder (マイケル・K, Maikeru Kē?) : Ben (ベン?)
- Tom Constantine (トム・コンスタンタイン, Tomu Konsutantain?) : John (ジョン, Jon?)
- Ryoko Yuui (遊井 亮子, Yūi Ryōko?) : Irumi Kurama (鞍 伊瑠美, Kurama Irumi?)
- Shinji Kasahara (笠原 紳司, Kasahara Shinji?) : Kōsei Kurama (鞍馬 光聖, Kurama Kōsei?) [7]
- Shugo Oshinari (忍成 修吾, Oshinari Shūgo?) : Girori (ギロリ?)[5]
- Fuku Suzuki (鈴木 福, Suzuki Fuku) : Ziin